# Olaf Förster
Olaf Förster (ur. 2 listopada 1962 w Karl-Marx-Stadt) – niemiecki wioślarz. Złoty medalista olimpijski z Seulu.
Reprezentował barwy NRD. Zawody w 1988 były jego jedynymi igrzyskami olimpijskimi i zdobył złoto w czwórce bez sternika. Osadę łodzi tworzyli także Roland Schröder, Ralf Brudel i Thomas Greiner. W czwórce bez sternika zostawał mistrzem świata w 1987 i 1989, był trzeci w tej konkurencji w 1985 i 1990 i w dwójce ze sternikiem w 1986. 